# Грушеві могили
Грушеві могили  — один з об'єктів природно-заповідного фонду Полтавської області, комплексна пам'ятка природи місцевого значення.

## Розташування
Пам'ятка природи розташована на землях Черняківської сільської ради в Чутівському районі, Полтавської області між селом Кочубеївка та селищем Чутовим. Перебуває під охороною Черняківської сільської ради.

## Історія
15.12.2006 року сесія Черняківської сільської ради, заслухавши інформацію депутата сільської ради Одаренко С.В., вирішила: просити держуправління екології та природних ресурсів в Полтавській області погодити створити нові природно-заповідні об'єкти на території сільської ради, а саме: "Грушеві могили" -2,5 га. 
Комплексна пам'ятка природи місцевого значення «Грушеві могили» була оголошена рішенням двадцять другої сесії Полтавської обласної ради народних депутатів п'ятого скликання від 28 серпня 2009 року.

## Мета
Мета створення пам'ятки природи — подальше поліпшення заповідної справи в Полтавській області, збереження цінних природних, ландшафтних комплексів, об'єктів тваринного і рослинного світу.
Комплексна пам'ятка природи місцевого значення «Грушеві могили» має особливе природоохоронне, наукове, естетичне та пізнавальне значення. Природно-заповідні території є полігоном для проведення науково-дослідної роботи студентів, школярів, науковців. Починаючи з 2004 року учні Кочубеївської школи (Одаренко Антон) вивчали та підготували декілька робіт в МАН по вивченню заповідних територій Чутівщини.

## Загальна характеристика

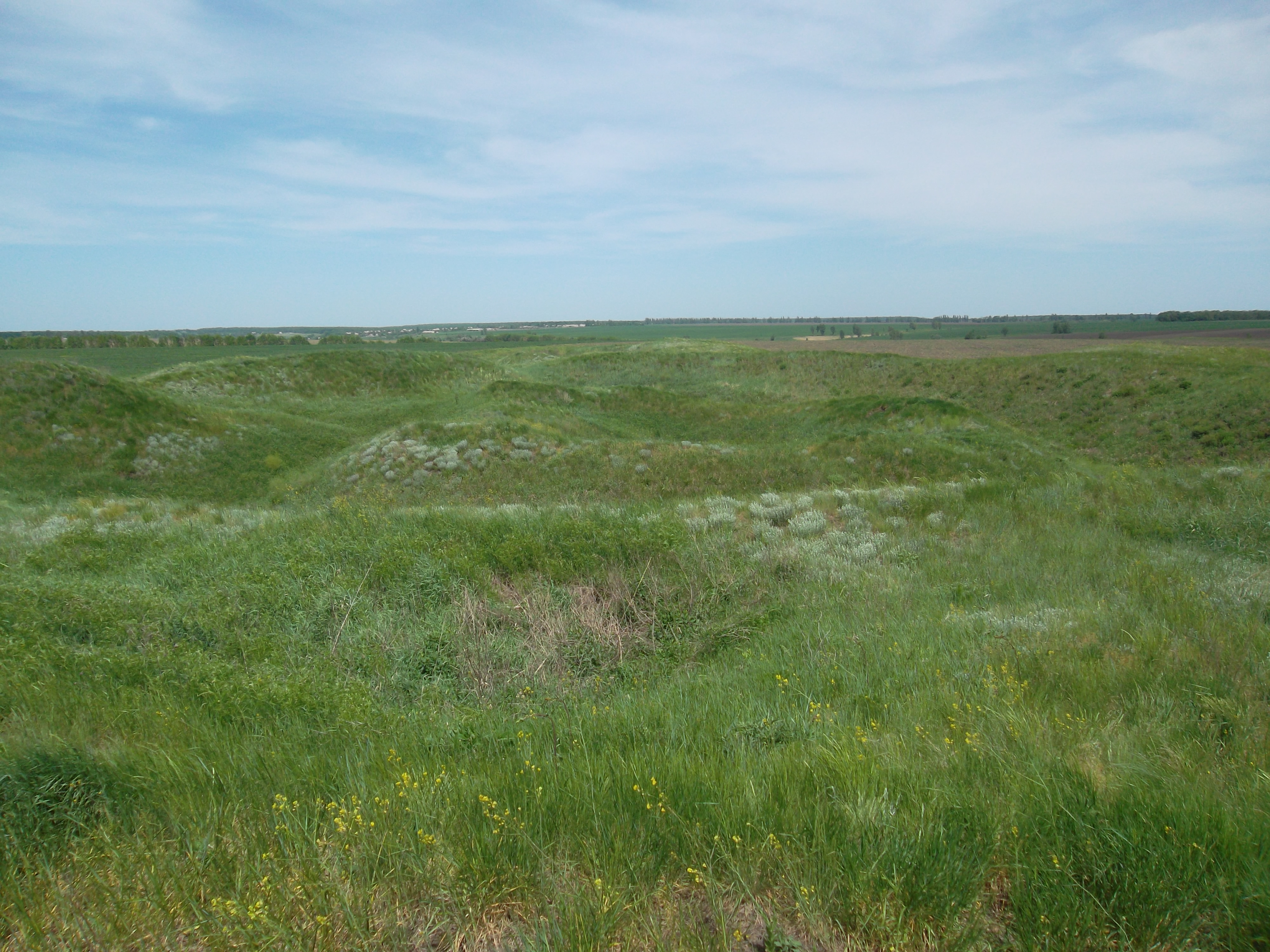

Комплексна пам'ятка природи місцевого значення «Грушеві могили» загальною площею 2,5 га являє собою розритий курган (селітряний майдан), на схилах якого добре збереглася степова рослинність. 

## Флора
Пам'ятка природи має багату флору, у складі якої — рідкісні види. До них належать горицвіт весняний та айстра заміщаюча, що ростуть у значній кількості на знижених частинах схилів. Зустрічаються незначні за площею ділянки угруповань ковили волосистої, занесеної до Зеленої книги України. 
На території пам'ятки трапляються рослини, занесені до Червоної книги України, зокрема  ковила волосиста та шафран сітчастий мають на заповідній території досить великі популяції. Трапляються рідкісні види: гоніолімон татарський, карагана кущова, волошка східна, айстра заміщаюча, анемона лісова, гвоздика Ївги.Тільки регіонально рідкісних видів тут нараховується 12.
Значної шкоди екосистемі пам'ятки завдає випалювання сухої рослинності.

## Фауна
На території пам'ятки природи мешкає значна кількість комах. Виявлена нора та сліди життєдіяльності лисиці. Це найбільший  представник класу ссавців виявлений тут.